# Nazionale femminile di football americano della Russia
La nazionale di football americano femminile della Russia è la selezione maggiore femminile di football americano della FAFR che rappresenta la Russia nelle varie competizioni ufficiali o amichevoli riservate a squadre nazionali femminili.

## Risultati
Legenda: Grassetto: Risultato migliore, Corsivo: Mancate partecipazioni

## Dettaglio stagioni

### Amichevoli
| Stagione | Vin | Par | Per | Tot | PF | PS | avversaria |
| -------- | --- | --- | --- | --- | -- | -- | ---------- |
| 2016     | 1   | 0   | 0   | 1   | 26 | 21 | Svezia     |
| Totale   | 1   | 0   | 0   | 1   | 26 | 21 |            |

Fonte: americanfootballitalia.com

### Tornei

#### Europei

##### Qualificazioni
| Stagione | regular season | regular season | regular season | regular season | regular season | regular season | playoff | playoff | playoff | playoff | playoff | playoff   | playoff       |
|          | Vin            | Par            | Per            | Tot            | PF             | PS             | Vin     | Per     | Tot     | PF      | PS      | risultato | avversaria    |
| -------- | -------------- | -------------- | -------------- | -------------- | -------------- | -------------- | ------- | ------- | ------- | ------- | ------- | --------- | ------------- |
| 2015     | -              | -              | -              | -              | -              | -              | 0       | 1       | 1       | 6       | 54      |           | Gran Bretagna |
| Totale   | -              | -              | -              | -              | -              | -              | 0       | 1       | 1       | 6       | 54      |           |               |

### Riepilogo partite disputate
| Anno              | Luogo     | Evento     | Fase del torneo | Incontro               | Risultato |
| 3 maggio 2015     | Hatfield  | Europeo    | Qualificazioni  | Gran Bretagna - Russia | 54 - 6    |
| 17 settembre 2016 | Stoccolma | Amichevole |                 | Svezia - Russia        | 21 - 26   |

## Confronti con le altre Nazionali
Questi sono i saldi della Russia nei confronti delle Nazionali incontrate.

### Saldo positivo
| Nazionale | Giocate | Vinte | Pareggiate | Perse | PF | PS | Ultima vittoria | Ultimo pari | Ultima sconfitta |
| --------- | ------- | ----- | ---------- | ----- | -- | -- | --------------- | ----------- | ---------------- |
| Svezia    | 1       | 1     | 0          | 0     | 26 | 21 | 2016            | -           | -                |

### Saldo negativo
| Nazionale     | Giocate | Vinte | Pareggiate | Perse | PF | PS | Ultima vittoria | Ultimo pari | Ultima sconfitta |
| ------------- | ------- | ----- | ---------- | ----- | -- | -- | --------------- | ----------- | ---------------- |
| Gran Bretagna | 1       | 0     | 0          | 1     | 6  | 54 | -               | -           | 2015             |